# Essumas
Essumas (Essouma) são um dos grupos étnicos do grupo da laguna da Costa do Marfim e pertencem aos acãs. Se concentram na subprefeituras de Adiaqué e Aboisso e, como outros povos da costa sudeste e lagunas, praticam cultivo de culturas de rendimento e produzem óleo de palma. Alguns deles ainda pescam como forma de subsistência.